# Rattus verecundus
Rattus verecundus är en däggdjursart som först beskrevs av Thomas 1904.  Rattus verecundus ingår i släktet Rattus och familjen råttdjur. Inga underarter finns listade i Catalogue of Life.

## Utseende
Med en kroppslängd (huvud och bål) av 123 till 168 mm, en svanslängd av 143 till 171 mm och en vikt av 88 till 133 g är arten en medelstor råtta. Honor är allmänt lite tyngre än hannar. Djuret har 30 till 35 mm långa bakfötter och 14 till 20 mm stora öron. I motsats till flera andra råttor från regionen är pälsen mjuk och några få taggar finns endast i undantagsfall. Den mörkbruna till svarta pälsen på ovansidan övergår stegvis i den gråa pälsen på undersidan som har röda och gula nyanser. Hos ungar är ovansidan mörkare och undersidan saknar röda nyanser. Flera exemplar har en vit fläck på bröstet. På de smala fötterna finns vit eller brunvita hår. Typisk för huvudet är mörkbruna öron och ganska korta morrhår. Honans 6 spenar är ordnade i par. Två ligger på bröstet och fyra vid ljumsken.

## Utbredning och ekologi
Denna råtta förekommer med flera från varandra skilda populationer i kulliga områden och bergstrakter på Nya Guinea. Utbredningsområdet ligger 150 till 2700 meter över havet. Arten lever i skogar, i trädgårdar eller i andra regioner med buskar eller träd. En kull har 1 till 3 ungar. Arten äter frön och insekter. Fortplantningstiden är beroende på utbredningen.

## Hot
För beståndet är inga hot kända och hela populationen anses vara stabil. IUCN listar arten som livskraftig (LC).